# Hardy-Weinbergs lag
Hardy-Weinbergs lag är ett matematiskt samband inom populationsgenetik. Lagen, som har uppkallats efter G.H. Hardy och Wilhelm Weinberg, beskriver frekvensen (fördelningen) av olika genotyper under vissa förhållanden. I det enklaste fallet kommer frekvensen för genotyp AA att vara p², frekvensen för genotyp Aa 2pq och frekvensen för genotyp aa q². Dessutom gäller sambandet p² + 2pq + q² = 1.
Dessutom använder man sig ofta av sambandet p+q=1 för att vidare kunna lösa ekvationen, då man kanske endast har ett värde känt.